# Schönauer Felsenland
Das Schönauer Felsenland ist eine Landschaft im Landkreis Südwestpfalz (Rheinland-Pfalz).

## Geographische Lage
Das Schönauer Felsenland liegt innerhalb des Biosphärenreservats Pfälzerwald-Vosges du Nord und ist die südwestliche Fortsetzung des Dahner Felsenlandes. Es geht auf lothringischer Seite in das Stürzelbronner Felsenland über, das eine ähnliche Charakteristik aufweist. Die beiden Landschaften werden daher in der Regel zusammengefasst und grenzüberschreitend als Stürzelbronn-Schönauer Felsenland bezeichnet. Oftmals, insbesondere im Zusammenhang mit touristischen Themen, wird das Schönauer Felsenland als Bestandteil des Dahner Felsenlandes angesehen.
Entwässert – und zwar zum Rhein hin – wird das Gebiet von der Sauer, die im Quellgebiet den Oberlaufnamen Saarbach trägt, südlich von Hirschthal die Grenze zwischen Deutschland und Frankreich überquert und anschließend das Elsass durchfließt.
Höchste Erhebung ist der Nordgipfel des Schlossbergs mit einer Höhe von 571 m ü. NHN mit der darauf gelegenen Ruine der Wegelnburg.

## Beschreibung der Landschaft
Im Unterschied zum Dahner Felsenland weist das Schönauer Felsenland eine geringere Zerschneidung durch Täler und mehr zusammenhängende Bergrücken und Tafelberge aus. Breite Sohlentäler mit Nasswiesen und Sümpfen kennzeichnen das Gebiet, großflächige Feuchtgebiete finden sich am Saarbach oberhalb von Fischbach bei Dahn und im Königsbruch unterhalb dieser Gemeinde. In den Tälern und Quellgebieten finden sich daher zahlreiche Weiher. Die Dörfer und Weiler des Gebiets liegen alle entlang von Bächen oder in Quellmulden und sind von mageren Wiesen und Borstgrasrasen, teilweise auch von Streuobstgürteln umgeben. Der Rest des Gebietes ist überwiegend bewaldet, vorrangig mit Kiefernwäldern.
Markante Felsbildungen und Burgen sind im Schönauer Felsenland seltener als im Dahner Felsenland. Es finden sich dennoch drei typische Felsenburgen (Wegelnburg, Blumenstein, Lindelskopf).